# إيمي ميرفي (عالمة رياضيات)
إيمي ميرفي (بالإنجليزية: Emmy Murphy) هي عالمة رياضيات أمريكية يعمل في مجال الطوبولوجيا العرضية.

## التعليم والوظيفة
تخرجت إيمي من جامعة نيفادا برينو في عام 2007، وهي الأولى في عائلتها التي حصلت على شهادة جامعية. أكملت الدكتوراه في جامعة ستانفورد في عام 2012؛ حيثت كانت أطروحتها بعنوان «التضمينات الفضفاضة في فتحات الاتصال عالية الأبعاد» تحت إشراف ياكوف إلياشبرغ.
شغلت إيمي منصب محاضر في معهد كلارنس ليمويل إليشا مور، وعملت أستاذًا مساعدًا في معهد ماساتشوستس للتكنولوجيا قبل الانتقال في عام 2016 إلى جامعة نورث وسترن إلينوي، حيث كانت أستاذًا مساعدًا للرياضيات.

## التكريم
حصلت ميرفي على زمالة سلون للأبحاث في عام 2015، وفي نفس العام مُنحت جائزة من الأكاديمية الملكية للعلوم والآداب والفنون الجميلة في بلجيكا عن عملها في هندسة الاتصالات. وفي عام 2017، فازت بجائزة جوان وجوزيف بيرمان للأبحاث في الطوبولوجيا والهندسة والتي تمنحها جمعية المرأة للرياضيات. كما كانت متحدثة مدعوة في المؤتمر الدولي لعلماء الرياضيات لعام 2018، حيث تحدثت في قسم الهندسة.